# Katarína Strožová
Katarína Strožová (* 13. Februar 1986 in Skalica) ist eine slowakische Fußballspielerin.

## Karriere

### Verein
Strožová spielte in der Jugend für TJ Iskra Holíč in der Slowakei und dem OFS Hodonín in Tschechien. Nachdem sie für den OFS Hodonín drei Jahre in der B-Jugend aufgelaufen war, wechselte sie 2003 zur Seniorenmannschaft des damaligen Zweitligisten DFC Otrokovice. Nachdem sie mit ihrem Verein nach der Saison 2003/2004 aufstieg, spielte sie weitere zwei Jahre in der höchsten Spielklasse für DFC Complex Otrokovice, bevor sie im Herbst 2006 zum 1. FC Slovácko wechselte.

### Nationalmannschaft
Am 24. November 2006 wurde sie erstmals in den Kader der slowakischen Fußballnationalmannschaft der Frauen berufen und steht seither im erweiterten Kader der Nationalmannschaft.